# 창원 용화전 석조여래좌상
창원 용화전 석조여래좌상(昌原 龍華殿 石造如來坐像)은 대한민국 경상남도 창원시 성산구 외동에 있는 석불이다. 1972년 2월 12일 경상남도의 유형문화재 제43호로 지정되었다.

## 개요
일명 '절골'이라고 불리는 경상남도 창원시 소탑동 용화전에 있던 불상으로, 현재는 성산패총(城山貝塚) 경내로 옮겨 놓았다. 불신·광배·대좌를 모두 갖추고 있으며, 불상의 머리 부분은 시멘트로 보수하였다.
얼굴은 눈·코·입이 단아하게 표현되어 세련된 인상을 주며, 목에는 3개의 주름인 삼도(三道)가 뚜렷하다. 어깨는 떡 벌어졌으나 가슴의 탄력성이 사라지고 허리는 너무 잘록하게 처리되었다.
오른쪽 어깨를 드러내고 입은 옷은 ㄴ자에 가까운 평행한 옷주름을 이루고 있는데 도식적으로 표현되었다. 하체는 상체에 비해 무릎 폭이 좁아져 안정감이 없어 보이며, 양 무릎 앞에는 부채살 모양의 옷주름이 표현되었다. 손은 오른손을 무릎 위로 올리고 손끝이 아래로 향하게 하고, 왼손은 배부분에 손바닥이 위를 향하게 하여 대고 있는데 너무 크게 표현하여 어색한 느낌이 든다.
부처의 몸에서 나오는 빛을 형상화한 광배(光背)는 배(舟)모양으로, 2줄의 선을 이용해 머리광배와 몸광배를 구분하고 있다. 광배의 테두리 부분에는 불꽃이 타오르는 모양을 새기고, 윗부분에는 작은 부처를 하나 새겼다. 불상이 앉아있는 대좌(臺座)는 통일신라 후기부터 새롭게 유행한 4각형 모양이다.
석굴암 본존불 양식을 계승한 신라말 고려초의 작품으로 보인다.

## 참고 문헌
- 창원 용화전 석조여래좌상 - 국가유산청 국가유산포털